# Economia d'Eslovàquia
Eslovàquia va afrontar grans dificultats en la transició d'una economia socialista per a l'economia de mercat. Durant el govern de Mikuláš Dzurinda (2000-2004) van ocórrer progressos en aquesta transició: les principals privatitzacions van ser concloses, el sector bancari està actualment gairebé tot en mans estrangeres, i el govern facilita la inversió estrangera.
L'1 de gener de 2009 Eslovàquia adoptà l'euro en substitució de la corona eslovaca. Després d'Eslovènia i els lands corresponents a l'antiga Alemanya Oriental, és un dels primers territoris ex-comunistes a accedir a la zona euro.

## Integració a la zona euro
Els progressos econòmics d'Eslovàquia, des de la seva creació en 1993, han estat considerables, quan aquest país es va separar de la República Txeca, molts escèptics veien molt complicada la seva supervivència econòmica. La República Txeca tenia una posició inicial més preparada en acollir la indústries principals existents en l'antiga Txecoslovàquia i a més la seva grandària era el doble que Eslovàquia, en termes de territori i de població.
Els primers anys de la independència eslovaca van ser bastant caòtics, entre 1993 i 1998 es va caracteritzar per ser una època de grans privatitzacions i de creació d'una classe empresarial nacional, que va acabar amb una greu crisi bancària, la resolució de la qual va tenir un alt cost per a les arques del país.
A partir de 1998 es van instaurar mesures de control de la despesa pública i polítiques d'atracció a la inversió estrangera mitjançant estímuls que comprenien mesures fiscals, que en l'àmbit dels ingressos va suposar la introducció d'un tipus únic d'impost d'un 19 per 100 que va augmentar l'incentiu per fer negocis i va disminuir l'evasió fiscal. El nou sistema fiscal va arribar a ser molt atractiu per a inversors estrangers, un dels més favorables en tot Europa. També es van establir polítiques laborals més favorables als empresaris, ajudes directa als inversors, al que s'afegia l'existència d'una mà d'obra qualificada i barata. Amb totes aquestes mesures, Eslovàquia es va convertir en una destinació molt atractiva per a inversors estrangers, fins i tot se li va atorgar en 2006 el títol «tigre econòmic d'Europa Central».
L'adhesió a la Unió Europea es va produir l'1 de maig de 2004, juntament amb altres nou països (República Txeca, Polònia, Hongria, Eslovènia, Estònia, Lituània i Letònia, Malta i Xipre. Des de la seva incorporació, Eslovàquia ha estat un dels països de la zona que major auge ha experimentat, durant la primera dècada del segle xxi, en 2007 Eslovàquia va ser el segon país de la Unió Europea, només per darrere de Letònia, l'economia de la qual va tenir un major creixement. En els seus anys de pertinença a la Unió Europea, Eslovàquia va escometre els esforços per constituir-se com a participant de la zona euro, amb el compliment dels criteris d'accés a la zona euro i la seva definitiva incorporació a l'euro en 2009.